# Saciedad
La saciedad es la percepción que tiene el cuerpo humano de no tener necesidad inmediata de ingesta de alimentos. 
Se trata de una respuesta homeostática del organismo, dirigida a restablecer el equilibrio en cuanto la demanda de nutrientes queda satisfecha. Es un proceso activo que necesita de un compromiso neuronal complejo y que desencadena finalmente la inhibición de la conducta de ingesta.
La información sensorial que se produce en el tracto digestivo con el paso de la comida converge toda ella en el cerebro, fundamentalmente a través del nervio vago o par craneal X. Este nervio, que parte del tronco cerebral en una zona denominada área postrema y núcleo del tracto solitario, inerva determinadas estructuras de la cabeza y el cuello, y del tórax y abdomen. 
Las neuronas que hay en el área postrema están en contacto con otras estructuras del cerebro que forman parte también de la regulación de la conducta de alimentación: especialmente, el hipotálamo.
El hipotálamo, en los mamíferos, integra la información sensorial que le llega a través del nervio vago desde los nervios gastrointestinales, desde determinadas áreas de la lengua y el rostro y desde estructuras relacionadas con el sistema límbico. Procesa la información y da inicio a los procesos que se traducen en respuestas conductuales de necesidad nutricional o de saciedad.
La red de conexiones nerviosas está constituida por neurotransmisores, péptidos, hormonas y lípidos. Estos elementos interaccionan y se relacionan con señales procedentes de estímulos mecánicos (distensión del tubo digestivo), metabólicos (grasa de la dieta) o mediados por acciones hormonales (por leptina). Estos estímulos son los que incitan la aparición de una conducta que interviene en la regulación de la nutrición en términos de hambre o saciedad.
Aparte de su efecto inmediato, esta regulación tiene repercusiones también a largo plazo, en la medida que el metabolismo se ajusta a la hipotética demanda energética futura realizando un reservatorio de nutrientes.